# Маршевый двигатель

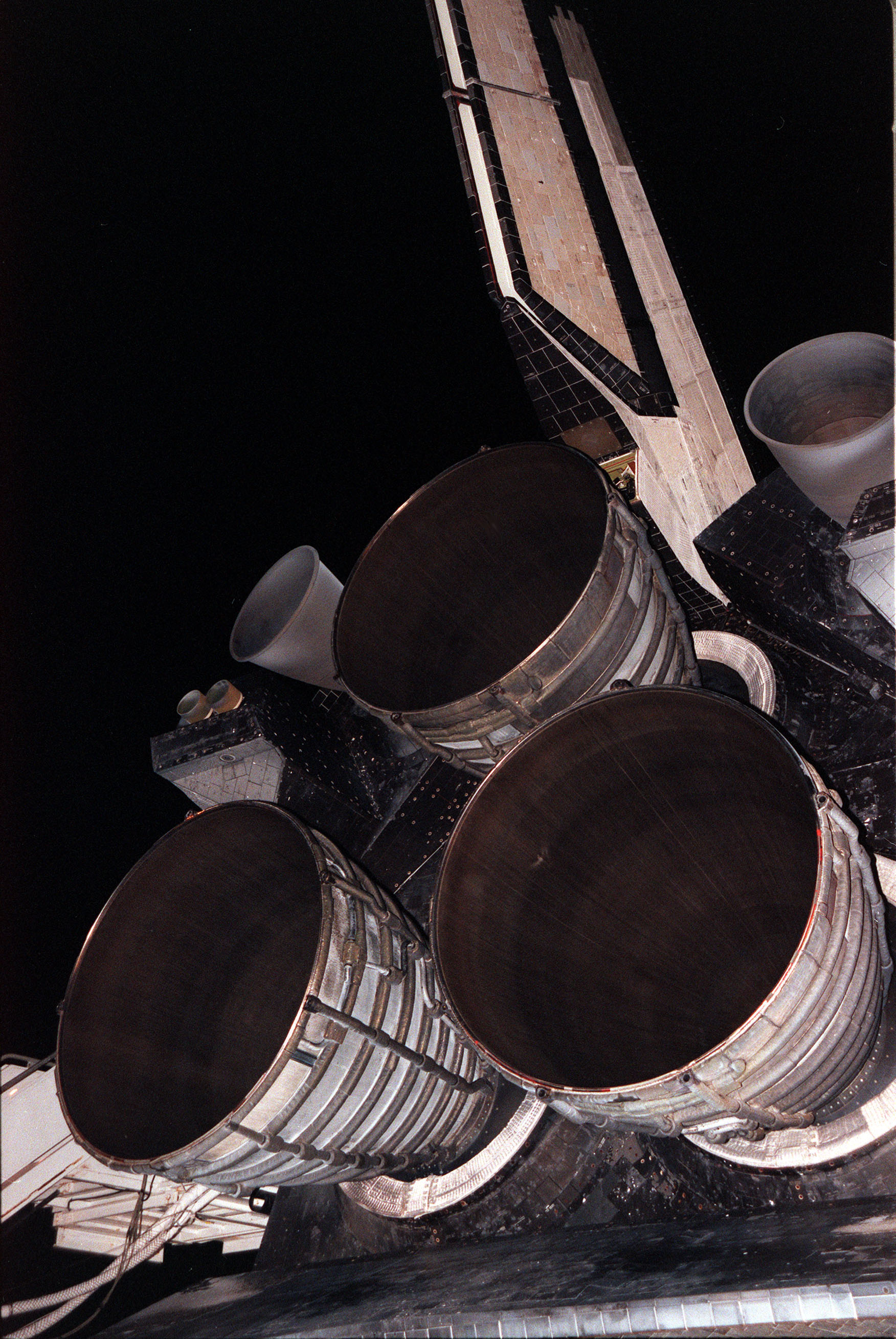
Маршевые двигатели «Спейс Шаттла»

Ма́ршевый дви́гатель (англ. sustainer) — основной двигатель летательного аппарата, предназначенный для приведения аппарата в движение, работающий до достижения аппаратом его цели, или до конца активного участка полёта аппарата, или ступени многоступенчатой ракеты. Название служит для отличия от двигателей стартовых или разгонных ускорителей, рулевых, ориентационных, и прочих вспомогательных двигателей летательного аппарата.
Делятся по виду топлива на:
- Жидкостные ракетные двигатели
- Твердотопливные ракетные двигатели
- Гибридные ракетные двигатели
- Ионные двигатели
- Турбореактивный двигатель
- Турбовинтовой двигатель

и так далее.

## Другие назначения
Понятие «маршевый двигатель» также используется не только в авиации и космонавтике, но и в различных наземных и водных транспортных средствах. Например, двигатель ГТД-1250 используется как маршевый для наземных большегрузных транспортных средств на гусеничном и колёсном ходу.